# Sexyy Red
Janae Nierah Wherry (San Luis, Misuri, 15 de abril de 1998), conocida  por su nombre artístico Sexyy Red, es una rapera estadounidense.
Atrajo atención en línea en 2018 después de reelaborar «A Thousand Miles» de Vanessa Carlton para su tema «Ah Thousand Jugs». Más tarde coprotagonizó el vídeo musical de la canción de 2022 de Summer Walker «Sense Dat God Gave You». Saltó a una mayor prominencia con el lanzamiento de su sencillo de 2023 «Pound Town» (con Tay Keith); su popularidad generó la secuela remezclada «Pound Town 2» (con Nicki Minaj), que se convirtió en su primera entrada en el Billboard Hot 100. Su siguiente sencillo, «SkeeYee», alcanzó un éxito similar y ambos se incluyeron en su segundo mixtape, «Hood Hottest Princess» (2023). Su sencillo de 2024, «Get It Sexyy», alcanzó el número 20 de la lista.
En 2023, Wherry participó como invitada en los remixes oficiales de los sencillos «Shake Sumn» de DaBaby, «Slut Me Out» de NLE Choppa y «Peaches & Eggplants» de Young Nudy, junto ala rapera Latto, todos los cuales entraron en el Billboard Hot 100. También apareció como invitada junto a SZA en el sencillo de Drake «Rich Baby Daddy» ese mismo año, que alcanzó el número 11 en la lista y fue acompañado por un video musical viral en el que Wherry da a luz a su segundo hijo.
Billboard la declaró como «una de las artistas revelación más grandes del verano de 2023». Recibió una nominación a «Mejor artista revelación de Hip hop» en los Premios BET Hip hop 2023. Su imagen pública, sus letras y su presencia en los medios de comunicación han sido descritas como descaradamente sexuales, bulliciosas o segura.

## Biografía

### Primeros años
Janae Nierah Wherry nació y creció en San Luis, Misuri. Comenzó a rapear cuando su novio la engañó y decidió escribir una canción sobre ello. El nombre artístico «Sexyy Red» fue adaptado de otros que le dieron el apodo de Red debido a su cabello teñido de rojo y su objetivo de atractivo sexual. Ella reveló que se agregó la «y» adicional para diferenciarla de una personalidad de Instagram con un nombre homófono. Se graduó de Normandy High School en Misuri.

### Vida privada
El primer hijo de Wherry, un varón, nació en 2020. El 15 de octubre del 2023, anunció que estaba embarazada de su segundo hijo en una publicación de Instagram. Dio a luz a su segundo hijo el 5 de febrero de 2024, y las imágenes de su nacimiento fueron el centro del video musical de Drake para «Rich Baby Daddy», lanzado nueve días después.
En agosto de 2023, Red reveló en un podcast que fue víctima de violación.
Red, que ha expresado su afinidad por el presidente de Estados Unidos Donald Trump, utiliza la frase «Make America Sexyy Again» como parte de su marca.

## Carrera musical

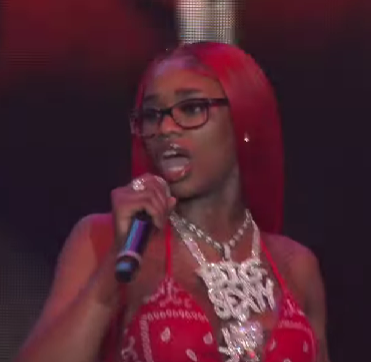
Sexyy Red durante un concierto en 2023.

Red lanzó su primera canción «Ah Thousand Jugs» en el 2018. En el 2021 lanzó su mixtape debut «Ghetto Superstar».
En enero del 2023, lanzó «Pound Town» con Tay Keith, que luego se volvió viral en las redes sociales. En abril, apareció en el remix de «Slut Me Out» de NLE Choppa. En mayo de ese mismo año, lanzó «Pound Town 2» con Nicki Minaj, que se convirtió en su primera entrada en el Billboard Hot 100. En junio, lanzó el mixtape «Hood Hottest Princess». En agosto de 2023, Red se unió a Drake en su gira It's All a Blur Tour como telonero, después de haber aparecido como invitada en espectáculos anteriores. Lanzado en octubre, co-actuó junto a SZA en su sencillo «Rich Baby Daddy», el tercer sencillo del octavo álbum de Drake, For All the Dogs.
El 24 de enero de 2025, Red lanzó el sencillo «Fat Juicy & Wet» en colaboración con el cantante Bruno Mars. Ese mismo día, se estrenó el video musical de la canción, dirigido por Mars y Daniel Ramos, que cuenta con la participación especial de las cantantes Lady Gaga y Rosé.

## Arte

### Influencias
Al crecer, Red escuchó a artistas como Gucci Mane, Lil Wayne, Nicki Minaj, Project Pat, Juicy J, Three 6 Mafia, Chief Keef, Webbie, Boosie BadAzz y Trina. Kyle Denis comentó en Billboard que esos artistas «encarnan la energía de barrio sin remordimientos que ahora recorre cada canción de Sexyy Red», y la propia Red declaró que buscaba emular su «intrepidez». Con frecuencia se la ha llamado la «Gucci Mane femenina» en particular y lanzó una canción con ese título en su mixtape «Hood Hottest Princess».

### Estilo lírico y musical
Las letras de Red se centran en frases de una sola frase en lugar de metáforas y otros recursos, y Jayson Buford de Rolling Stone escribe que «se abstiene del lirismo tradicional». También la describió como una «rapera sureña clásica». En Complex, Eric Skelton calificó sus canciones como «llenas de letras virales» 
Red ha declarado que su vida cotidiana es la principal inspiración de su música. Debido a la naturaleza a menudo altamente sexual de sus letras, ha sido caracterizada como una figura prominente del «pussy rap», aunque ella rechaza esta clasificación y ha expresado su exasperación por ser reducida a sus canciones sexuales. Red también se destaca por su voz y fluidez distintivas. Ha recibido elogios por su «autenticidad» y su «energía», que se citan como factores de su éxito con una amplia audiencia.

## Giras musicales

### Encabezado
- 2023:[22] Hood Hottest Princess Tour

### Secundario
- 2023:[23] Larger than Life Tour (con Moneybagg Yo)
- 2023:[24] It's All a Blur Tour (con Drake y 21 Savage)

## Premios y nominaciones
| Premio             | Año  | Categoría                           | Resultado | Ref.   |
| ------------------ | ---- | ----------------------------------- | --------- | ------ |
| BET Hip Hop Awards | 2023 | Mejor artista revelación de Hip hop | Nominada  | [ 25 ] |